# Objektorientering
Objektorientering betegner et paradigme indenfor systemudvikling, hvor det område, som skal behandles, betragtes som en mængde objekter.
Objektorientering anvendes i
- Objektorienteret analyse
- Objektorienteret design
  - disse to behandles ofte samlet: Objektorienteret analyse og design
- Objektorienteret programmering

| Programmering | Spire Denne artikel om datalogi eller et datalogi-relateret emne er en spire som bør udbygges. Du er velkommen til at hjælpe Wikipedia ved at udvide den. |